# Мала Врбница (Крушевац)
Мала Врбница је насељено место града Крушевца у Расинском округу. Према попису из 2022. било је 207 становника (према попису из 1991. било је 301 становника).

## Демографија
У насељу Мала Врбница живи 224 пунолетна становника, а просечна старост становништва износи 45,5 година (45,7 код мушкараца и 45,4 код жена). У насељу има 72 домаћинства, а просечан број чланова по домаћинству је 3,64.
Ово насеље је великим делом насељено Србима (према попису из 2002. године), а у последња три пописа, примећен је пад у броју становника.
|  |

| Демографија | Демографија | Демографија |
| Година      | Становника  | Становника  |
| ----------- | ----------- | ----------- |
| 1948.       | 335         |             |
| 1953.       | 382         |             |
| 1961.       | 335         |             |
| 1971.       | 306         |             |
| 1981.       | 308         |             |
| 1991.       | 301         | 277         |
| 2002.       | 262         | 265         |

| Етнички састав према попису из 2002.‍ | Етнички састав према попису из 2002.‍ | Етнички састав према попису из 2002.‍ | Етнички састав према попису из 2002.‍ | Етнички састав према попису из 2002.‍ |
| ------------------------------------ | ------------------------------------ | ------------------------------------ | ------------------------------------ | ------------------------------------ |
|                                      |                                      |                                      |                                      |                                      |
| Срби                                 | Срби                                 |                                      | 261                                  | 99,61%                               |
| непознато                            | непознато                            |                                      | 1                                    | 0,38%                                |

| Година пописа     | 1948. | 1953. | 1961. | 1971. | 1981. | 1991. | 2002. |
| ----------------- | ----- | ----- | ----- | ----- | ----- | ----- | ----- |
| Број домаћинстава | 61    | 74    | 75    | 79    | 77    | 78    | 72    |

| Број чланова      | 1  | 2  | 3  | 4  | 5 | 6 | 7 | 8 | 9 | 10 и више | Просек |
| ----------------- | -- | -- | -- | -- | - | - | - | - | - | --------- | ------ |
| Број домаћинстава | 11 | 13 | 13 | 12 | 9 | 8 | 3 | 3 | 0 | 0         | 3,64   |

| Пол    | Укупно | Неожењен/Неудата | Ожењен/Удата | Удовац/Удовица | Разведен/Разведена | Непознато |
| ------ | ------ | ---------------- | ------------ | -------------- | ------------------ | --------- |
| Мушки  | 119    | 28               | 74           | 10             | 7                  | 0         |
| Женски | 112    | 13               | 74           | 21             | 3                  | 1         |
| УКУПНО | 231    | 41               | 148          | 31             | 10                 | 1         |

| Пол    | Укупно                    | Пољопривреда, лов и шумарство | Рибарство                            | Вађење руде и камена | Прерађивачка индустрија       |
| ------ | ------------------------- | ----------------------------- | ------------------------------------ | -------------------- | ----------------------------- |
| Мушки  | 58                        | 27                            | 1                                    | 1                    | 12                            |
| Женски | 23                        | 11                            | 0                                    | 0                    | 5                             |
| УКУПНО | 81                        | 38                            | 1                                    | 1                    | 17                            |
| Пол    | Производња и снабдевање   | Грађевинарство                | Трговина                             | Хотели и ресторани   | Саобраћај, складиштење и везе |
| Мушки  | 1                         | 4                             | 5                                    | 1                    | 1                             |
| Женски | 0                         | 0                             | 2                                    | 0                    | 2                             |
| УКУПНО | 1                         | 4                             | 7                                    | 1                    | 3                             |
| Пол    | Финансијско посредовање   | Некретнине                    | Државна управа и одбрана             | Образовање           | Здравствени и социјални рад   |
| Мушки  | 0                         | 0                             | 0                                    | 0                    | 1                             |
| Женски | 0                         | 0                             | 0                                    | 2                    | 1                             |
| УКУПНО | 0                         | 0                             | 0                                    | 2                    | 2                             |
| Пол    | Остале услужне активности | Приватна домаћинства          | Екстериторијалне организације и тела | Непознато            | Непознато                     |
| Мушки  | 0                         | 0                             | 0                                    | 4                    | 4                             |
| Женски | 0                         | 0                             | 0                                    | 0                    | 0                             |
| УКУПНО | 0                         | 0                             | 0                                    | 4                    | 4                             |